# 狭井尺麻呂
狭井 尺麻呂（さい の さかまろ）は、飛鳥時代の官吏。姓は宿禰。冠位は追大壱。

## 出自
狭井氏（佐為氏）は物部氏が改氏した石川朝臣と同祖で、饒速日命の子孫と言われている。『播磨国風土記』には、弥加都岐（みかづき）の原の項目に、仁徳天皇の時代の狭井連佐夜（さいのむらじさや）という人物のことがあげられている。彼は天皇の命で節度のない伯耆国と因幡国の豪族を呼びにゆき、その折に服部弥蘇連（はとりべ の みそ の むらじ）の娘2人を発見している。また『日本書紀』巻第二十七には、百済救援戦の際に活躍した狭井連檳榔（さい の むらじ あじまさ）のことが描写されている。
狭井連一族は、天武天皇13年（684年）に八色の姓が制定されたことにより、宿禰を賜姓されている。

## 経歴
『続日本紀』巻第一によると、文武天皇4年（700年）、刑部親王以下19人と共に大宝律令の撰定者となり、その功績によって白猪史骨・土師宿禰甥らと共に禄を与えられた。この時は位階は黄文連備・田辺史百枝と同じ「追大壱」（小八位上に相当）である。
尺麻呂の名前が登場するのは、この箇所のみであり、その後の事績も不明である。